# Sport7
Sport7 — болгарский спортивный телеканал, собственность Alegro Capital и часть медиахолдинга 7 Media Group. Вещал с 1 сентября 2008 по 31 мая 2009 как дочерний проект телеканала TV 7 и телесети Cabletel. Транслировал матчи чемпионатов Испании и Италии по футболу, автогонки Формулы-1 и GP2 Series и другие спортивные события.